# Ultimate aux Jeux mondiaux de 2017
Navigation
Cali 2013 Birmingham 2022
Les épreuves d'Ultimate des Jeux mondiaux de 2017 ont lieu du 21 juillet au 23 juillet 2017 à Wrocław.

## Organisation
Six équipes participent à la compétition. 
Une première phase de poule voit s'affronter chaque équipe sous le modèle d'un championnat.
À l'issue de cette phase, les deux équipes les mieux classées s'affrontent dans un match unique pour la médaille d'or. Le troisième rencontre quant à lui le quatrième pour l'attribution de la médaille de bronze.

## Tournois

### Phase de poule
- En gras, qualifié pour la finale
- qualifié pour la petite finale

|   | Équipe     | J | V | D | BP | BC | +/- |
| - | ---------- | - | - | - | -- | -- | --- |
| 1 | Colombie   | 5 | 4 | 1 | 62 | 51 | 11  |
| 2 | États-Unis | 4 | 3 | 1 | 51 | 37 | 14  |
| 3 | Canada     | 5 | 3 | 2 | 61 | 44 | 17  |
| 4 | Australie  | 5 | 3 | 2 | 55 | 55 | 0   |
| 5 | Japon      | 5 | 1 | 4 | 45 | 60 | -15 |
| 6 | Pologne    | 4 | 0 | 4 | 25 | 52 | -27 |

| 21 juillet | Canada     | 13     | 3      | Pologne   |
| 21 juillet | Australie  | 13     | 11     | Japon     |
| 21 juillet | États-Unis | 12     | 13     | Colombie  |
| 21 juillet | Australie  | 13     | 8      | Pologne   |
| 21 juillet | Japon      | 8      | 13     | Colombie  |
| 21 juillet | États-Unis | 13     | 10     | Canada    |
| 22 juillet | Japon      | 13     | 8      | Pologne   |
| 22 juillet | Canada     | 12     | 13     | Colombie  |
| 22 juillet | États-Unis | 13     | 7      | Australie |
| 22 juillet | Colombie   | 13     | 6      | Pologne   |
| 22 juillet | Australie  | 9      | 13     | Canada    |
| 22 juillet | États-Unis | 13     | 7      | Japon     |
| 23 juillet | Australie  | 13     | 10     | Colombie  |
| 23 juillet | Canada     | 13     | 6      | Japon     |
| 23 juillet | États-Unis | annulé | annulé | Pologne   |

### Petite finale
|  | Petite finale 23 juillet 15h00 |    |
|  |                                |    |
|  |                                |    |
|  |                                |    |
|  | Canada                         | 13 |
|  | Canada                         | 13 |
|  | Australie                      | 11 |
|  | Australie                      | 11 |

### Finale
|  | Finale 23 juillet 17h00 |    |
|  |                         |    |
|  |                         |    |
|  |                         |    |
|  | Colombie                | 7  |
|  | Colombie                | 7  |
|  | États-Unis              | 13 |
|  | États-Unis              | 13 |

## Tableau des médailles
- Pays organisateur

| Rang  | Nation     | Or | Argent | Bronze | Total |
| ----- | ---------- | -- | ------ | ------ | ----- |
| 1     | États-Unis | 1  | 0      | 0      | 1     |
| 2     | Colombie   | 0  | 1      | 0      | 1     |
| 3     | Canada     | 0  | 0      | 1      | 1     |
| TOTAL | TOTAL      | 1  | 1      | 1      | 3     |